# Bosco Ntaganda
Bosco Ntaganda (nascido c. 1973), também conhecido como Bosco Taganda ou o Exterminador, é um líder militar do Congresso Nacional para a Defesa do Povo (CNDP), um grupo guerrilheiro que opera na província de Kivu do Norte, na República Democrática do Congo.
Antigo membro das Forças Ruandesas de Defesa (FRD) e comandante das Forças Patrióticas para a Libertação do Congo (FPLC), ele era considerado um dos mais violentos chefes de guerra do leste do Congo democrático. Desde 2006, estava sendo procurado pelo Tribunal Penal Internacional, acusado de crimes de guerra e de recrutamento de  recrutar e alistar menores de 15 anos para atuar como soldados.

## Biografia
Nascido no Ruanda, Bosco Ntaganda teve que abandonar sua terra natal, após acusações de ter atacado populações de etnia tutsi. Ele havia integrado vários grupos armados rebeldes, entre os quais a Frente Patriótica do Ruanda do atual presidente Paul Kagame. Depois do genocídio nesse país, Ntaganda integrou várias milícias rebeldes na República Democrática do Congo.
Entre 2002 e 2005, atuou com Thomas Lubanga na denominada União dos Patriotas Congoleses, grupo acusado de centenas de assassinatos étnicos, violações e torturas. Em 2006, Ntaganda aderiu ao Congresso para a Defesa do Povo (CNDP), organização rebelde fundada pelo antigo líder tutsi Laurent Nkunda, na província de Kivu do Norte.
Em 2009, Ntaganda traiu Nkunda, expulsando-no do CNDP, e aceitou integrar o movimento ao exército regular da República Democrática do Congo. Meses depois, o próprio Ntaganda desertou com uma parte dos seus ex-soldados.
Em março de 2013, ele se entregou voluntariamente ao TPI.
Em 8 de julho de 2019, Bosco Ntaganda foi condenado pelo TPI por crimes de guerra e crimes contra a humanidade por abusos cometidos em 2002 e 2003 na República Democrática do Congo. Em 7 de novembro de 2019, foi proferida a sentença de 30 anos de prisão, a mais longa já imposta pela corte de Haia.